# Georgios Karpathakis
Georgios Alexander Alfons Karpathakis, född 19 maj 1986 i Täby, är en svensk entreprenör och föreläsare som har grundat den ideella föreningen Underbara ADHD.

## Biografi
Karpathakis har grundat föreningen Underbara ADHD som är en digital plattform där ADHD-diagnostiserade barn, anhöriga, skola och sjukvård möts. Föreningen får sedan 2013 ekonomiskt stöd av Reach for Change. 2014 vann han MTG:s innovationspris och blev utsedd till årets svenska "Game Changer". Karpathakis själv blev diagnostiserad med ADHD vid 25 års ålder efter en stökig uppväxt, en erfarenhet som han numera föreläser om. Han har även satt upp teaterföreställningen Ljuvliga Jävla Georgios.
Karpathakis har grekiskt och svenskt påbrå och har studerat vid institutionen för mediestudier vid Stockholms universitet. Han har tidigare arbetat som pr-konsult och fanns då bland annat med som bubblare till tidningen Resumés lista över Näringslivets 150 Superkommunikatörer. Den 1 juli 2015 var han sommarvärd i Sveriges Radios Sommar i P1.